# Hana Kučerová-Záveská
Hana Kučerová-Záveská (21. března 1904 Praha – 7. listopadu 1944 Stockholm) byla česká architektka, návrhářka nábytku a publicistka.

## Život
Studovala na Vysoké škole uměleckoprůmyslové v Praze v letech 1922-1924. Jejími profesory byli Karel Štipl a Josef Mařatka. Poté přešla do architektonické speciálky Pavla Janáka na téže škole, kde absolvovala v roce 1927. Jejími spolužáky byli například František Zelenka, Zdeněk Blažek a Jaroslav a Karel Fišerovi.
Byla členkou Svazu československého díla. Provdala se za Dr. Vladimíra Kučeru, československého velvyslance ve Švédsku. Ve Stockholmu žila od roku 1937 až do své smrti.

## Dílo
Záhy po absolutoriu navrhla interiér třípokojového bytu v obytném domě Svazu československého díla na Výstavě soudobé kultury v Brně, Brno-Pisárky, Křížkovského ul. 20 (autorem domu byl Josef Havlíček). Tato realizace měla úspěch a zaručila jí záhy řadu zakázek. Začala spolupracovat s družstvem Artěl (od roku 1927) a s nábytkářskou firmou Spojené uměleckoprůmyslové závody (UP) v Brně (od roku 1928). Navrhla řadu soukromých i spolkových interiérů. Její nábytek pro Barrandovské terasy z roku 1929 byl později řadu let vyráběn sériově.
Architektonické návrhy realizovala pouze dva:
- Vila Karla Ballinga, Na Babě 5, Praha 6 - Dejvice, Osada Baba, (1931-1932)
- Vila manželů Sukových, Na ostrohu 49, Praha 6 - Dejvice, Osada Baba, (1932)

## Spisy
Uveřejnila řadu článků a statí, například v časopisech Styl, Stavitel, Družstevní práce, Žijeme apod. Byla spoluautorkou sborníku Svazu československého díla Byt (1934, spoluautoři: Josef Grus, Antonín Heythum, František Zelenka, Ladislav Žák)